# مساحة التعلم

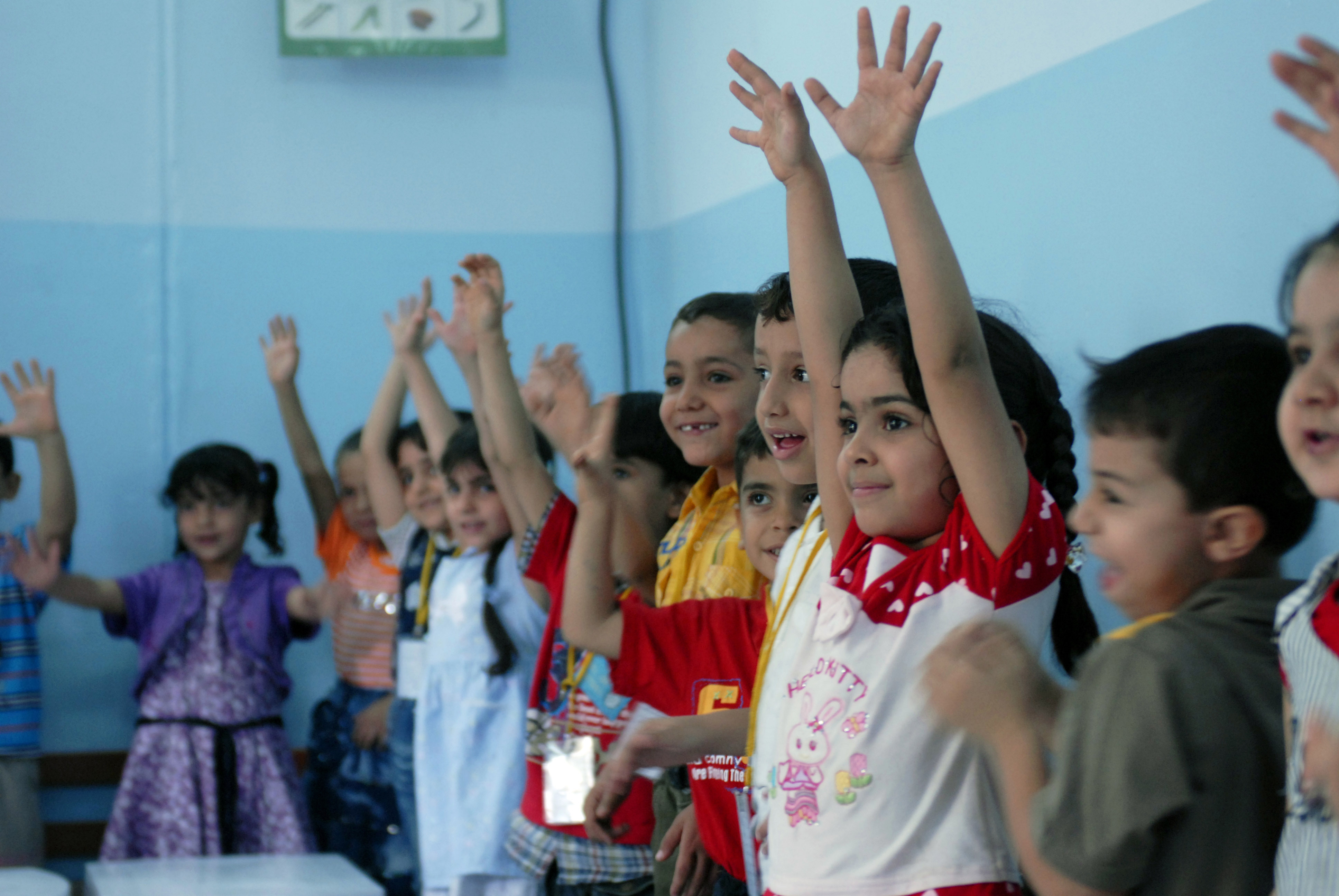
مساحات التعلم هي الإعدادات المادية لبيئات التعلم بجميع أنواعها.

تشير مساحة التعلم أو اعدادات التعلم إلى إعداد مادي للبيئة تعليميةْ. المكان الذي يتم فيه عملية التدريس والتعلم. يُستخدم المصطلح عادة كبديل أكثر تحديدًا «للفصول الدراسية»، ولكنه قد يشير أيضًا إلى موقع داخلي أو خارجي، سواء كان فعليًا أو افتراضيًا، ساحات التعلم متنوعة للغاية في الاستخدام وكذلك أساليب التعلم والترتيب والموقع والمؤسسة التعليمية. تدعم هذه الأنواع مجموهة متنوعة من التربية التعليمية، بما في ذلك الدراسة الصامتة والتعلم الفعال أو الغير فعال والتعلم الحركي أو البدني والتعلم المهني  والتعلم التجريبي وغيرها...

## التاريخ
كلمة المدرسة مشتقة من اللغة اليونانية scholē) λήολή) ومعناها الأصلي «وقت الفراغ» وأيضًا «التي يتم فيها شغل أوقات الفراغ»، ولاحقاً «المجموعة التي يتم إعطاء المحاضرات لها والمدرسة». الكلمة اليابانية للمدرسة gakuen، تعني «حديقة التعلم».
روضة الأطفال هي كلمة ألمانية ومعناها الحرفي هو «حديقة للأطفال»، ولكن هذا المصطلح تم صياغته بالمعنى المجازي «المكان الذي يمكن للأطفال أن ينمو فيه بطريقة طبيعية». مع مرور الوقت أدت طرق التدريس المختلفة إلى أنواع مختلفة من مساحات التعلم. كالتعليم المباشر هو أقدم طريقة حضارية للتعليم الرسمي المنظم، ولا يزال شكلًا مهيمنًا من أشكال التعليم في جميع أنحاء العالم. وتكمن أهميتها على نقل المعلومات من شخصٍ ذي معرفة لشخصٍ معرفه أقل، إما بشكل عام أو فيما يتعلق بموضوع أو فكرة معينة. تعد هذه الطريقة شائعة الاستخدام في الفصول الدراسية التقليدية وطورت الطريقة السقراطية منذ أكثر من ألفي عام استجابة للتعليم المباشر في مدارس اليونان القديمة، بجعل شكلها الجدلي نموذجا مهما في الإستجواب للتعلم عند المدارس الغربية. هذه الطريقة شائعة الاستخدام في قاعات الندوات وقاعات المحاضرات الصغيرة. التعلم التطبيقي هو شكل من أشكال التعلم النشط والتجريبي، فهو يسبق اللغة والقدرة على نقل المعرفة بوسائل غير المظاهرة، وقد ثبت أنه واحد من وسائل التعلم الأكثر فعالية
وعلى مدى العقدين الماضيين تم إعطاؤه دور أكثر أهمية في التعليم.تستخدم هذه الطريقة في مساحات التعلم الخارجية والمختبرات المتخصصة والاستوديوهات والمتاجر المهنية ومناطق الإنتاج وفي مرافق التربية البدنية.

## الأهمية
تلعب الخصائص المادية و/أو الافتراضية لمساحات التعلم دوراً قوياً في فعاليتها من خلال تأثيرها على تعلم الطلاب وعلى المجتمع. وكما قال ونستون تشرشل: «نحن نكوّن بناياتنا، وبعد ذلك بناياتنا هي التي تكوننا». منذ فترة طويلة، أثبتت نظرية كيرت ليوين في نظرية المجال ومساحة الحياة، أهمية التفاعل بين الأفراد وبيئتهم.وكذلك اثبتتها Urie Bronfenbrenner مفهوم للميكروسيمت وجان لاف وإيتين فينغر في نظرية التعلم المتبعة وغيرها. تستمر الأبحاث في الإظهار لنا أن التعلم النشط ومساحات التعلم التي تم تكوينها لدعم التعلم النشط، تسهم في تعلم أكثر فعالية وتشجع أساليب التعليم المختلفة.

## الخصائص المكانية
تمتد مساحات التعلم إلى ما هو أبعد من العالم الحقيقي، المؤسسات التعليمية «الطوب والملاط». تتنوع بشكل متزايد في النمط والتكوين والموقع. وتشمل خصائصها الفيزيائية العديد من المتغيرات، بما في ذلك الحجم والشكل للبيئة التكنولوجية. نوع المساحة وملاءمتها للنشاط والمستخدمين المقصودين، موقعك والعديد من الآخرين. من الأساسيات في مساحات التعلم الموجودة في المباني توفير المأوى وعلى الرغم من أن العديد من المرافق من الحرم الجامعي إلى الفصول الدراسية المحمولة لا توفر المأوى بين المساحات الفردية.تعتمد مساحات التعلم الخارجية على الملابس والأغراض الشخصية للحفاظ على الراحة.
يؤثر موقع مساحة التعلم على كل من العلاقات الوظيفية والتشغيلية مع المساحات الأخرى، الطلاب والمعلمين وبرامج التعلم ومساحات الدعم يمكن أن تؤثر نسبة المساحة في الطول والعرض والارتفاع على قدرة المتعلمين على رؤية المادة التعليمية أو العرضية أو مقدم العرض ويمكن أن يؤثر اتجاه المساحة نحو المساحات المتجاورة أو البيئة الخارجية على الأنشطة والراحة الحرارية، فضلاً عن اختراق ضوء النهار (إن وجد) في أوقات مختلفة من اليوم.شهد تزايد الطلب على المرونة والقدرة على التكيف استخدامًا أكبر (لجدران التقسيم القابلة للتشغيل) لدمج المساحات وفصلها. أدت حوادث العنف الكبرى والتنمر والتخريب إلى زيادة استخدام نظام المراقبة والأمن واستراتيجيات مثل منع الجريمة من خلال التصميم البيئي (CPTED)، ومناقشات متنافسة في بعض الأحيان حول الشفافية مقابل الإغلاق الواضح لمساحات التعلم.